# 我愛阿噗
《我愛阿噗》（英語：Clarence）是由斯凯勒·佩奇製作的卡通頻道節目。該系列圍繞著一個名叫阿噗的小男孩和他的兩個最好的朋友小龜和E踢的故事。
2017年4月4日，斯賓塞羅斯貝爾證實，這個節目的第三季將是最後一季。

## 故事簡介
《我愛阿噗》的劇情環繞在主角阿噗身上，他是一個充滿活力、傻氣可愛、熱情純真、無敵樂觀的小男孩。對於他來說，每天都是新奇有趣的大冒險，他總是迫不及待地想去探索這個世界，嘗試生活中的新鮮事物。當然阿噗的生活也少不了有死黨，像超級龜毛、熱愛電玩、堅持一大堆生活原則的小龜，以及長得像外星人、聲音粗啞、常常對著阿噗叫「阿噗大大」的E踢，他們三個總是一起在小鎮裡開心探險找樂子。

## 登場人物

### 主要角色
- 阿噗、包噗 — 本劇男主角，他是一個十歲的大男孩，包玫女的兒子，胡蟀哥的養子，呆伯小學的學生，他總是開朗樂觀，對事物保持單純的趣味想法，對遇到的每一個人都很友善。到了新的小學，他就迫不及待地想要交新朋友。他樂於助人，不求回報。他的想像力豐富。曾因為傷害小小麻吉玩偶，將其掩埋而黑化，後來因貝老師的感化及拿回小小麻吉玩偶後而改邪歸正。
- 小龜 — 呆伯小學的學生，他是阿噗的第二個好朋友。班上的第一名，他很聰明，整顆頭是正方形的，是個龜毛又有潔癖的的小朋友。有自戀傾向，情緒起伏比較大。他有很多恐懼症，包括强烈的懼高症、蟲蟲恐懼症和害怕失敗，完美主義的他儘管每年都會參加當地的廚藝比賽，但每次一到評審準備試吃的時候，他就會因為覺得自己不夠好而把自己的料理丟掉。
- E踢 — 呆伯小學的學生，他是阿噗最好的朋友。和小龜不同，他用自己的方式解決問題，雖個性非常衝動且瘋狂，但同時又是個心思細膩、聰明絕頂的小朋友。他無所畏懼，深不可測，經常和完全相反的小龜發生小爭執。他對兩個朋友非常忠誠，在他們需要的時候支持他們。跟阿噗在一起時會變得瘋狂，跟小龜在一起的時候又會變得知性又認真。在第三季時因為鎮長的愚蠢規劃而被轉學到西呆伯小學。雖然一開始讓阿噗難以接受，但放學後仍然可以玩在一起，所以友誼沒有消失。

### 次要人物
- 包玫女 — 包建國、愛嬌的女兒，阿噗的母亲。和前男友David分手后，她和儿子阿噗和男友乍得搬到了另一个城市。她和她的儿子一样，友善、幽默、有耐心。她悉心照顾阿噗，并请他帮她打扫卫生，把他打扮成一种游戏的样子。当儿子遇到困难，不知道该怎么办的时候，她會支持儿子。玛丽在一家美发店做美容师。
- 胡蟀哥 — 包玫女的男朋友。由于阿噗与生父沒有聯繫，所以蟀哥在他眼里就像是一个代父，容易因為一些小事感到焦慮。虽然是毕业生，但他没有固定的工作，但他确实是靠打几份零工维持生计。玫女的母亲对他的印象并不深刻，因为他不富裕也没有车。他喜欢弹吉他，对摇滚音乐充满了热情。
- 羅寶生 — 寶生喜欢恐吓同学，但很少有肉体上的恐吓，尤其是言语上的恐吓。他喜欢恶作剧，由于他自恋、肤浅、冷漠的性格，在学校里不怎么受欢迎。除了他的朋友，只有阿噗喜欢他，这是对等的，但寶生绝对不会承认。然而，他却因为嫉妒阿噗的好人緣，屡次想破坏他的名声。尽管如此，寶生有时也会对别人很好，在艺术上也很有天赋，他画了一本关于超级英雄海豚的漫画。
- 貝老師 — 阿噗的班級老师，语速很快，话也很多。她樂於幫助學生，善解人意，但往往也因工作太多，很容易发脾气。
- 李老師 — 呆伯小學訓導老師，高大肥胖，熱愛甜甜圈和咖啡。他大部分時間都在看守品行不端的留校學生。曾是名警察，卻因一次任務貪吃闖禍遭森七七警官解僱。
- 七禧 — 班上第二名，戴著牙套，是个假小子。她是个勇敢而直接的女孩，她说自己比所有的男生都"好"，尤其是比E踢好。然而（或许是因为这个原因），她在E踢的堡垒里和他有了初吻。
- 田新 — 他是小龜的朋友，也是班上最聪明的学生之一。好的成绩对他来说是非常重要的，所以他学習很多了東西，通识教育也很好。和小龜一样，他也是极其谨慎和热情的。尽管他对花生过敏，但在 「大鬧動物園」的剧情中，他还是吃了一个花生酱三明治，这让他后来后悔不已。
- 阿西 — 是个很敏感的男孩，声音弱弱的，很安静，也很天真。他给了田新一个花生酱三明治(他不知道花生酱是用花生做的。）他的大部分空闲时间都是和寶生和他的朋友们一起度过的。和他的父母一样，他的身形也很圆润。
- 金發 — 貝老師的相親對象，高齡70歲。他的記憶力很差，人們經常可以看到他在隨身攜帶的筆記本上寫下他日常的大部分互動。從阿噗看到他與美國總統的合照推測他為退休軍人。
- 南瓜 — 寶生的朋友之一。他很强壮，但不太聰明。他比寶生更友善，当寶生做得太过分时，他就不會支持寶生。
- 土丁 — 寶生的朋友之一。他喜欢玩電子遊戲和足球。他喜欢参与寶生的闹剧，但他和南瓜一样，也有一颗善良的心。
- 大咪 — 克拉倫斯的同學，艾許利的朋友之一。體型高大，與內森的身高差不多。曾慫恿艾許利和阿噗交往
- 宅弟 — 非常安靜且聰明，在人們面前時相當害羞，以及在試圖向毛薇薇表達他的感情時也是。他的性格與《花生》中的查理布朗非常相似。
- 毛薇薇 — 身材有點胖和矮，留著中分橘色短髮，很容易受到驚嚇。布雷迪對她很著迷，但她對他有點不感興趣。在第三季《寶生戀愛了》裡透露出她暗戀土丁。
- 碧玉 — 性格害羞，大部分時間很安靜。時常看到她撫摸自己的頭髮（緊張時會更用力撫摸）。喜歡可愛的毛絨玩具和鴨子、戴仙女翅膀、化妝和玩洋娃娃。她知道大部分同學的八卦，並且總是到處宣傳。
- 康康 — 他大而下垂的臉頰時經常被用來開玩笑。他似乎也有氣球般的臉頰，因為它們很容易遇到小意外漏風或過敏。他似乎想要做正確的事，就像他父親鼓勵的那樣，並且遵守規章制度。
- 許大蕉/許香蕉 — 本作主要反派。在整個系列中，約書亞逐漸受到越來越多的傷害，在“迷失在超市”中，他掉了一大塊頭髮。 在“自然克拉倫斯”中，一隻山羊咬掉了約書亞的耳朵，而在“鄰里燒烤”中，它被證明是包著繃帶的。 同樣在“鄰里燒烤”中，他在滑倒並掉落了他一直攜帶的一疊盤子和銀器後失去了右眼。 在“煙囪”中，他不知什麼原因體重增加了很多（可能是抑鬱症，因為他的生活很糟糕），頭髮長長了，還留了鬍子。 在同一集中，他從火車車廂裡掉了下來，失去了右手，很可能是因為它被火車車輪砍斷了——在“Chalmers Santiago”中，他的手腕上戴著一個兩鉤假肢。 在《人馬戲團》中，他的鬍子比以前更大了。
- 樂咖 — 阿噗的同學，身材修長，脖子和嘴巴上都套著綠色的高領毛衣，貝老師班級裡最高的學生之一。
- 愛咪 — 阿噗的鄰居。愛咪是一個漂亮的女孩，皮膚白皙，圓圓的腦袋，小鼻子，大眼睛，睫毛清晰可見。她的頭髮是淺棕色的，紮成辮子。性格開朗，很像克拉倫斯。她是個假小子，充滿冒險精神，也很有競爭力，熱愛大自然。
- 琵琵 — 呆怕小學的學生。她是寶生的女朋友，喜歡粗俗的東西。儘管和寶生交往有一段時間了，但她一點也不浪漫，她覺得浪漫真的很奇怪，她寧願把一切事物都拿來開玩笑。

## 發展

### 構想及創作
《我愛阿噗》系列是由《探險活寶》和《神秘山脈的驚人城堡》系列的前故事策划人斯凯勒·佩奇创作的。这是加州艺术学院学生在频道制作的第五个系列节目。今年24岁的斯凯勒是史上最年轻的创作者，他是有史以来最年轻的创作者，拥有自己的系列。斯凯勒随后在频道的工作室开发了他的系列动画片，作为2012年的一个举措；另外两部《神臍小捲毛》和《謎樣森林》也是在这一举措中产生的。基本理念由斯凯勒·佩奇和创意总监尼尔森·鲍尔斯在加州艺术学院学习期间构思。当斯凯勒-佩奇在工作室获得一个职位后，这个概念就形成了；试验性的剧情由两三个成员组成的团队进行创作。被渠道选中后，由30至35名艺人撰写剧本。动画在韩国进行；到了2014年4月，斯凯勒·佩奇和尼尔森·鲍尔斯估计第一季的60%已经完成，虽然他们正忙于节目编排日期，但已经顾不上考虑。
据该系列的编剧斯宾塞-罗斯贝尔介绍，斯凯勒-佩奇希望打造一个能唤起现实主义情感的系列，类似于90年代的动画片，但又不乏现代感。斯凯勒·佩奇解释说，她的灵感来自于她从小到大的节目。他还解释说，该系列虽然有现实主义的一面，但也有幻想的元素。2014年7月，斯凯勒-佩奇被解雇，并被卡通网络工作室解雇，但该剧仍将继续拍摄。

## 電視集數
| 季數 | 集数 | 集数 | 首播日期      | 首播日期       | 首映         | 季終          |
| 季數 | 集数 | 集数 | 首映          | 季终           | 首映         | 季終          |
| ---- | ---- | ---- | ------------- | -------------- | ------------ | ------------- |
| 1    | 51   | 51   | 2014年4月14日 | 2015年10月27日 | 2015年1月5日 | 待定          |
| 2    | 39   | 39   | 2016年1月18日 | 2017年2月3日   | 2016年2月8日 | 2017年5月8日  |
| 3    | 40   | 40   | 2017年2月10日 | 2018年6月10日  | 2017年5月8日 | 2018年1月18日 |

## 外部連結
- 官方网站
- 互联网电影数据库（IMDb）上《我愛阿噗》的资料（英文）
- 大卡通上《Clarence》的資料